# Острів (гміна, Львівський повіт)
Гміна Острув — колишня (1934—1939 рр.) сільська ґміна Львівського повіту Львівського воєводства Польської республіки (1918—1939) рр.. Центром ґміни було село Острів.
1 серпня 1934 року було створено ґміну Острув у Львівському повіті. До неї увійшли сільські громади: Хрусно Нове, Хрусно Старе, Добжани, Дорнфельд, Айнзідель, Фалькенштайн, Гумєнєц, Ястшембкув, Лани, Ніконковіце, Острув, Пяскі, Розенберґ, Сердица, Срокі Щежецкє, Щежец, Заґрудкі.
У 1934 році територія ґміни становила 121,81 км². Населення ґміни станом на 1931 рік становило 11833 особи. Налічувалось 2 279 житлових будинків.
Національний склад населення ґміни Острув на 1 січня 1939 року:
| село            | населення | українці-грекокатолики | українці-латинники | євреї | німці | поляки | польські колоністи |
| --------------- | --------- | ---------------------- | ------------------ | ----- | ----- | ------ | ------------------ |
| Хоросно Нове    | 190       | 40                     |                    | 10    | 130   | 10     |                    |
| Хоросно Старе   | 990       | 840                    | 130                | 10    |       | 10     |                    |
| Добряни         | 1060      | 1000                   |                    | 5     | 30    | 25     |                    |
| Дорнфельд       | 740       | 160                    |                    |       | 570   | 10     |                    |
| Айнзідель       | 310       | 120                    |                    |       | 120   | 70     |                    |
| Фалькенштайн    | 410       | 180                    | 40                 |       | 180   | 10     |                    |
| Гуменець        | 1080      | 1050                   | 20                 | 10    |       |        |                    |
| Яструбків       | 670       | 550                    | 100                | 5     |       | 5      |                    |
| Лани            | 1750      | 1250                   | 310                | 30    |       | 160    |                    |
| Никонковичі     | 660       | 550                    | 100                | 5     |       | 5      |                    |
| Острів          | 1840      | 1380                   | 80                 | 90    | 30    | 260    |                    |
| Піски           | 1370      | 1230                   | 125                | 5     | 10    | 150    |                    |
| Розенберґ       | 190       | 70                     |                    | 20    | 90    | 10     |                    |
| Сердиця         | 950       | 620                    | 140                |       |       | 10     | 180                |
| Сороки Щирецькі | 430       | 400                    | 25                 | 5     |       |        |                    |
| Щирець          | 1310      | 230                    |                    | 20    | 890   | 40     |                    |
| Загородки       | 130       | 70                     |                    | 5     | 35    | 20     |                    |
| Загалом         | 14080     | 9740                   | 1070               | 1100  | 1225  | 765    | 180                |
| Відсотки        | 100%      | 69,18%                 | 7,6%               | 7,81% | 8,7%  | 5,43%  | 1,28%              |

Публіковані ж поляками цифри про 36,4% поляків у ґміні за ніби-то результатами перепису 1931 року суперечать шематизмам і даним, отриманим від місцевих жителів (див. вище), та пропорціям за допольськими  (австрійськими) і післяпольськими (радянським 1940 й німецьким 1943) переписами.
Відповідно до пакту Молотова — Ріббентропа 23 вересня територія ґміни була передана німцями радянським військам. Ґміна ліквідована у 1940 році у зв'язку з утворенням Щирецького району.